# Liste der gefallenen Adeligen auf Habsburger Seite in der Schlacht bei Sempach/L

## L
| Geschlecht   | Vorname(n)                                                                                     | Einheitsname             | Stammsitz                   | abweichende Schreibweisen                                                  | Quelle(n) | Anmerkungen | Wappen |
| ------------ | ---------------------------------------------------------------------------------------------- | ------------------------ | --------------------------- | -------------------------------------------------------------------------- | --- | --- | ------ |
| Lächler      | Hans; Hanns; Hänßli                                                                            | Hans Lächler             | Villingen                   | Lehrer; Locher                                                             | • Klingenberg Chronik • Chronik des Nicolaus Stulmann, 1407 • Oesterreichische Verlustliste, 1488 • Thurgauer Chronik • Aegidius Tschudi: Chronicon Helveticum | "von Fullingen "; von Villingen |        |
| Landegg      | Enderle                                                                                        | Enderle von Landegg      |                             | Landeck;                                                                   | • Conrad Schnitt: Wappenbuch der Baslerischen Geschlechter, 1530 • Petermann Etterlin´s Chronik, Basel, 1507 • Schlachtkapelle Sempach | Bannerträger der Stadt Freiburg im Breisgau |        |
| Landsberg    | Peter;                                                                                         | Peter von Landsberg      | Etsch                       | Landesberg; Landsperg; Landsperger; Lanndtperg; Laßberg; Lossberger        | • Oesterreichische Chronik des Veit Arenpeck, 1488–1495 • Eydgnössisch-schweytzerischer Regiments Ehren-Spiegel • Luzerner Chronik von Melchior Russ, 1482 • Oesterreichische Verlustliste, ca. 1484 • Anonyme österreichische Chronik in Stuttgart, Handschrift 16. Jh. • Breisgauische Liederhandschrift, 1445 • Zusätze zu Petermann Etterlins Chronik, 1531–1545 • Schlachtkapelle Sempach | |        |
| Landsberg    | Rudolff; Ruodolff                                                                              | Rudolf von Landsberg     | Etsch                       | Landsperg; Lanndtperg; Lantsperg                                           | • Conrad Schnitt: Wappenbuch der Baslerischen Geschlechter, 1530 • Petermann Etterlin´s Chronik, Basel, 1507 • Anonyme österreichische Chronik in Stuttgart, Handschrift 16. Jh. • Aegidius Tschudi: Chronicon Helveticum | |        |
| Lar          | Johann                                                                                         | Johann von Lar           | Lahr?                       |                                                                            | Eydgnössisch-schweytzerischer Regiments Ehren-Spiegel | einzige Nennung |        |
| Laubgass     | Burckhart; Burckart                                                                            | Burckhart von Laubgass   | Ensisheim?                  | Laubgassen; Lobgassen; Lobgassern; Lobgasz                                 | • Oesterreichische Verlustliste, ca. 1484 • Conrad Schnitt: Wappenbuch der Baslerischen Geschlechter, 1530 • Eydgnössisch-schweytzerischer Regiments Ehren-Spiegel • Chronik des Nicolaus Stulmann, 1407 • Thurgauer Chronik • Breisgauische Liederhandschrift, 1445 • Aegidius Tschudi: Chronicon Helveticum | |        |
| Laubgass     | Hans Rudolf; Hans; Hans Rud; Hans Rudolff; Ruodolff; Hanß Rudolph; Johannes Ruodolf; Hans Rud. | Hans Rudolf von Laubgass | Ensisheim?                  | Lobgassen; Lobgass; Lobgassen; Lobgasz; Loubgass; Lubgassen                | • Klingenberg Chronik • Thurgauer Chronik • Oesterreichische Verlustliste, ca. 1484 • Anonyme österreichische Chronik in Stuttgart, Handschrift 16. Jh. • Oesterreichische Verlustliste, 1488 • Luzerner Chronik von Melchior Russ, 1482 • Conrad Schnitt: Wappenbuch der Baslerischen Geschlechter, 1530 • Eydgnössisch-schweytzerischer Regiments Ehren-Spiegel • Chronik des Nicolaus Stulmann, 1407 • Breisgauische Liederhandschrift, 1445 • Zusätze zu Petermann Etterlins Chronik, 1531–1545 • Frankfurter Verlustliste • Aegidius Tschudi: Chronicon Helveticum • Liste des Christian Wurstisen, nach 1580         | |        |
| Lerlapp      |                                                                                                | siehe Berenlapp          |                             |                                                                            | | |        |
| Lichtenfels  | Wernlein; Werly; Wernher; Werlin; Hermann, Hermannus                                           | Wernher von Lichtenfels  | Burg Lichtenfels (Dornhan)? | Liechtenfels; Liehtenfels; Lüchtenfels; Liechtenfelß                       | • Johann Viler: Chronica von Keisern, Paepsten, Eidgenossenschaft und Elsass • Conrad Schnitt: Wappenbuch der Baslerischen Geschlechter, 1530 • Luzerner Chronik von Melchior Russ, 1482 • Jakob Twinger von Königshofen, Stiftsherr zu Straßburg • Petermann Etterlin´s Chronik, Basel, 1507 • Aegidius Tschudi: Chronicon Helveticum • Liste des Christian Wurstisen, nach 1580 | "Des von Wirttenbergs diener "; "Ritter" |        |
| Lichtenstein | Albertus; Frannz; Hans Frantz; Hanns; Franck; Johann                                           | Hans von Lichtenstein    | Burg Lichtenstein (Neufra)  | Lichtenstain; Lichtensteiner; Liechtenfels; Liechtenstein; Liechtenstanner | • Oesterreichische Chronik des Veit Arenpeck, 1488–1495 • Anonyme österreichische Chronik in Stuttgart, Handschrift 16. Jh. • Luzerner Chronik von Melchior Russ, 1482 • Oesterreichische Verlustliste, 1488 • Breisgauische Liederhandschrift, 1445 • Chronik des Nicolaus Stulmann, 1407 • Oesterreichische Verlustliste, ca. 1484 • Thurgauer Chronik • Conrad Schnitt: Wappenbuch der Baslerischen Geschlechter, 1530 • Eydgnössisch-schweytzerischer Regiments Ehren-Spiegel • Zusätze zu Petermann Etterlins Chronik, 1531–1545; • Aegidius Tschudi: Chronicon Helveticum • Liste des Christian Wurstisen, nach 1580 | "von Francken"; "ein Franck"; "von Schwaben"; miles ; "uß Francken Ritter " Kindler v. Knobloch erwähnt einen bei Sempach gefallenen Kraft von Lichtenstein, Sohn des Heinz von Lichtenstein zu Neckarshausen und der Adelheid von Neuneck. Er beschreibt weiter, dass sich die Herren von Lichtenstein auch als "Sweininger, Sweinger, Swaninger" etc. bezeichneten. |        |
| Liechteneck  | Hentzo                                                                                         | Hentzo von Liechteneck   | Schwaben?                   | Liecheneck                                                                 | Eydgnössisch-schweytzerischer Regiments Ehren-Spiegel | einzige Nennung | verm.  |
| Limbach?     | Conrad                                                                                         | Conrad von Limbach       |                             |                                                                            | Eydgnössisch-schweytzerischer Regiments Ehren-Spiegel | einzige Nennung |        |
| Lochenhin?   | Cunrat                                                                                         | Cunrat von Lochenhin     | Schwarzwald                 |                                                                            | Luzerner Chronik von Melchior Russ, 1482 | "diese warent uss Mortnow "; einzige Nennung |        |
| Löw          | Eberhart; Berlein; Eberhardt; Wernli; Werner                                                   | Eberhart der Löw         | Schaffhausen                | Lev; Löuw; Löv, von Loo                                                    | • Oesterreichische Verlustliste, 1488 • Conrad Schnitt: Wappenbuch der Baslerischen Geschlechter, 1530 • Thurgauer Chronik; | "von Lenzburg panermeister"; "von Schaffhussen "; "pawmaister selb sibender " |        |
| Lotsch       |                                                                                                | siehe Götsch             |                             |                                                                            | | |        |
| Lüttfaren?   | Hainrich                                                                                       | Hainrich Lüttfaren       | Schaffhausen                |                                                                            | Thurgauer Chronik | "dis sind von Schaffhusen "; einzige Nennung |        |
| Lupfen       | Hans                                                                                           | Hans von Lupfen          | Klettgau                    |                                                                            | Luzerner Chronik von Melchior Russ, 1482 | "Graf "; einzige Nennung |        |
| Lupfen       | Walter                                                                                         | Walter von Lupfen        | Klettgau                    | Lufer                                                                      | Oesterreichische Verlustliste, 1488 | "Item von Erga dem lanndt "; einzige Nennung. Ein Absagebrief erging von einem Zaisolf von Lupfen an Zürich. |        |
| Lusser       | Hans; Hanss; Hanns                                                                             | Hanns Lusser             | Aarau                       | Luser, Luße                                                                | • Conrad Schnitt: Wappenbuch der Baslerischen Geschlechter, 1530 • Oesterreichische Verlustliste, 1488 • Thurgauer Chronik, geschrieben Anf. 15. Jahrhundert • Aegidius Tschudi: Chronicon Helveticum | "Item die von Araw "; "ritter und knecht von Schwaben" |        |
| Lyely        | Hartman                                                                                        | Hartman von Lyely        |                             |                                                                            | Luzerner Chronik von Melchior Russ, 1482 | "fryherr"; einzige Nennung |        |